# Sargėnai
Sargėnai är en stadsdel i Kaunas i Litauen. Antalet invånare är 2 495.